# Mont Gerbier-de-Jonc
Pour les articles homonymes, voir Gerbier.
Le mont Gerbier-de-Jonc, ou simplement le Gerbier de Jonc, est un sommet de France situé en Ardèche, dans le Massif central, sur la commune de Saint-Martial tandis que celle de Sainte-Eulalie s'étend à ses pieds au sud. Dénommé suc dans la région, il est célèbre par sa forme particulière et son extraordinaire richesse naturelle et sauvage ; mais aussi parce qu’il accueille à son pied les trois sources de la Loire, le plus long fleuve de France.
Site classé depuis 1933, il est par ordre d'importance le deuxième site touristique du département de l'Ardèche, après les gorges de l'Ardèche.

## Toponymie
Le nom « Gerbier de Jonc » est trompeur car il ne s'agit ni de « gerbier » ni de « jonc » mais d'une racine pré-celtique qui, incomprise, a été recomposée à partir de Gar signifiant « rocher » (cf. Le Gers, le Gerbizon) et de Jugum pour « montagne » (cf. Beaujeu, Asperjoc).

## Géographie

### Topographie

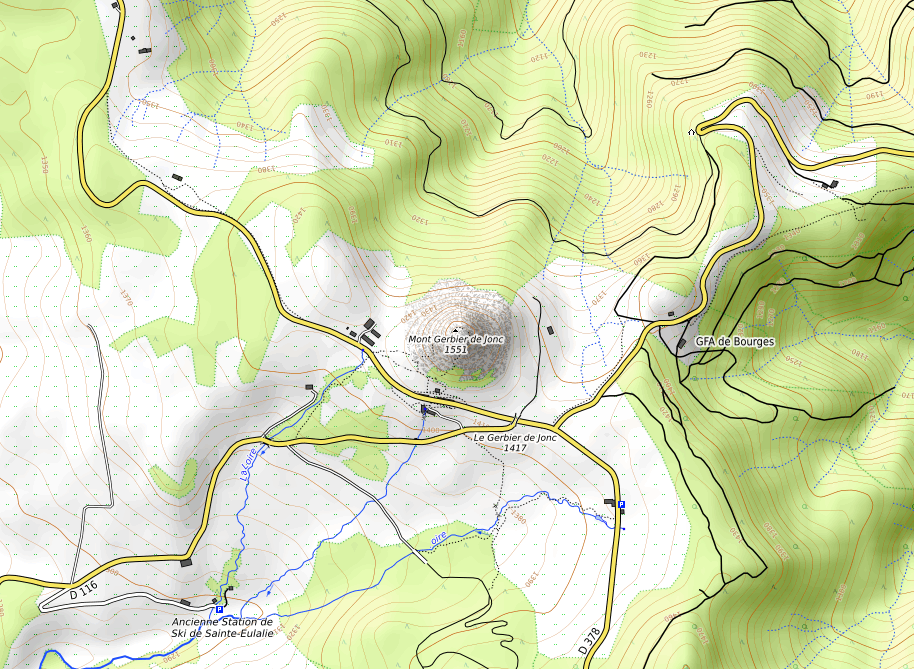
Carte topographique.

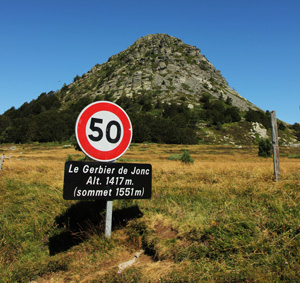
Vue du mont Gerbier-de-Jonc depuis la route.

Modeste relief volcanique des monts du Vivarais, le mont Gerbier-de-Jonc est situé dans la commune de Saint-Martial, en bordure de celle de Sainte-Eulalie en Haute-Ardèche. Il culmine à une altitude de 1 551 mètres. Il fait partie du massif du Mézenc formant une ligne de crête sur la ligne de partage des eaux entre l'océan Atlantique (versant sud du massif) et la mer Méditerranée (versant nord).

### Géologie
Il s'agit d'un dôme phonolitique formant un piton dont la partie supérieure est grossièrement prismée, typique d'un volcanisme de type péléen. Il est constitué d'une phonolite à néphéline, renfermant des cristaux de sanidine bien visibles et quelques aiguilles d'augite. Ce dôme est le résultat de la lente extrusion de lave trop visqueuse pour s'écouler sur les flancs du volcan et qui s'accumule au sommet de la cheminée d'alimentation. Il est daté de 8 millions d'années, une époque où de nombreux volcans étaient encore en activité en Auvergne. Situé au sud du massif du Mézenc qui occupe le centre de la province volcanique du Velay oriental, il est édifié au Miocène, durant le Cénozoïque, et résulte du plissement alpin qui fracture le socle hercynien du Massif central. Cette orogenèse alpine est à l'origine de l'édification des hauts plateaux basaltiques du Velay et de la première période d'activité volcanique affectant cette province entre 13 et 7 millions d’années, à l'origine d'un « pays des sucs », dominé par le mont Mézenc et de direction générale nord-ouest/sud-est. Les glaciations périglaciaires du quaternaire ont érodé la partie supérieure de l'édifice volcanique : la fragmentation et la chute des roches phonolitiques sont à l'origine des éboulis qui enrobent la base du dôme.
« Aujourd’hui, les eaux pluviales s'infiltrent dans les prismations de l'appareil puis traversent les basaltes fissurés avant d’atteindre le socle cristallin. Une zone d'arène granitique surmonte un socle relativement imperméable. Cette zone plus perméable permet la création d’une nappe phréatique qui alimente les différentes sources situées au pied du Gerbier-de-Jonc, dont les propriétaires se disputent l'appellation ».

## Tourisme

### Fréquentation touristique
Le mont Gerbier-de-Jonc et les sources de la Loire attirent chaque année plus de 400 000 visiteurs, la clientèle étant principalement française et de proximité (21 % des touristes sont Ardéchois, 8 % de la Haute-Loire, 7 % de la Loire). L'ascension gratuite prend environ une demi-heure.

Vue panoramique depuis le sommet du mont Gerbier-de-Jonc.

### Maison du site
Dans le cadre de la politique en faveur des espaces naturels sensibles du territoire ardéchois, le département engage en 2016 des travaux d'aménagement du site, pour un coût total de 4,5 millions d'euro. La fin de ce réaménagement est marquée par l'ouverture juin 2017 de la maison du site fin (espace muséographique avec différents panneaux d'information et vidéos), issu de la transformation du chalet-hôtel du Touring club de France.

### Événements
Chaque lundi de Pâques est organisé sur le site un repas sous le signe du « bœuf fin gras du Mézenc ». Le fin gras du Mézenc est d'ailleurs une appellation d'origine contrôlée.
Début juin est organisé le cérémonial du « cercle des trois sources » qui réunit à Sainte-Eulalie les représentants des villages où naissent d'autres grands fleuves de l'Europe, comme le Danube.
Tous les ans au mois de juin, le col (1 417 m) sous le Gerbier de Jonc est franchi par les cyclotouristes et cyclosportifs de l'Ardéchoise sur le parcours de « la Volcanique » (176 km) et les autres parcours plus longs.

## Protection environnementale
Le site est classé zone naturelle d'intérêt écologique, faunistique et floristique de type I, sous le numéro régional no 07040010 sur une surface de 280 hectares.
Il abrite plusieurs espèces protégées :
- Arabette des Cévennes Arabidopsis cebennensis DC. ;
- Busserole (Raisin d'ours commun) Arctostaphylos uva-ursi (L.) Sprengel ;
- Lunetière d'Auvergne Biscutella arvernensis Jordan ;
- Chardon du Vivarais Carduus vivariensis ;
- Cryptogramme crispée Cryptogramma crispa (L.) R. Br. ex Hooker ;
- Rossolis à feuilles rondes Drosera rotundifolia L. ;
- Chèvrefeuille bleu Lonicera caerulea L.
- Pétasite blanc Petasites albus (L.) Gaertner ;
- Saxifrage à deux fleurs Saxifraga biflora All. ;
- Saxifrage du Piémont Saxifraga pedemontana subsp. prostii (Sternb.) D.A. Webb ;
- Orpin velu Sedum villosum L. ;
- Joubarbe à toile d'araignée Sempervivum arachnoideum subsp. tomentosum.